# Smorze

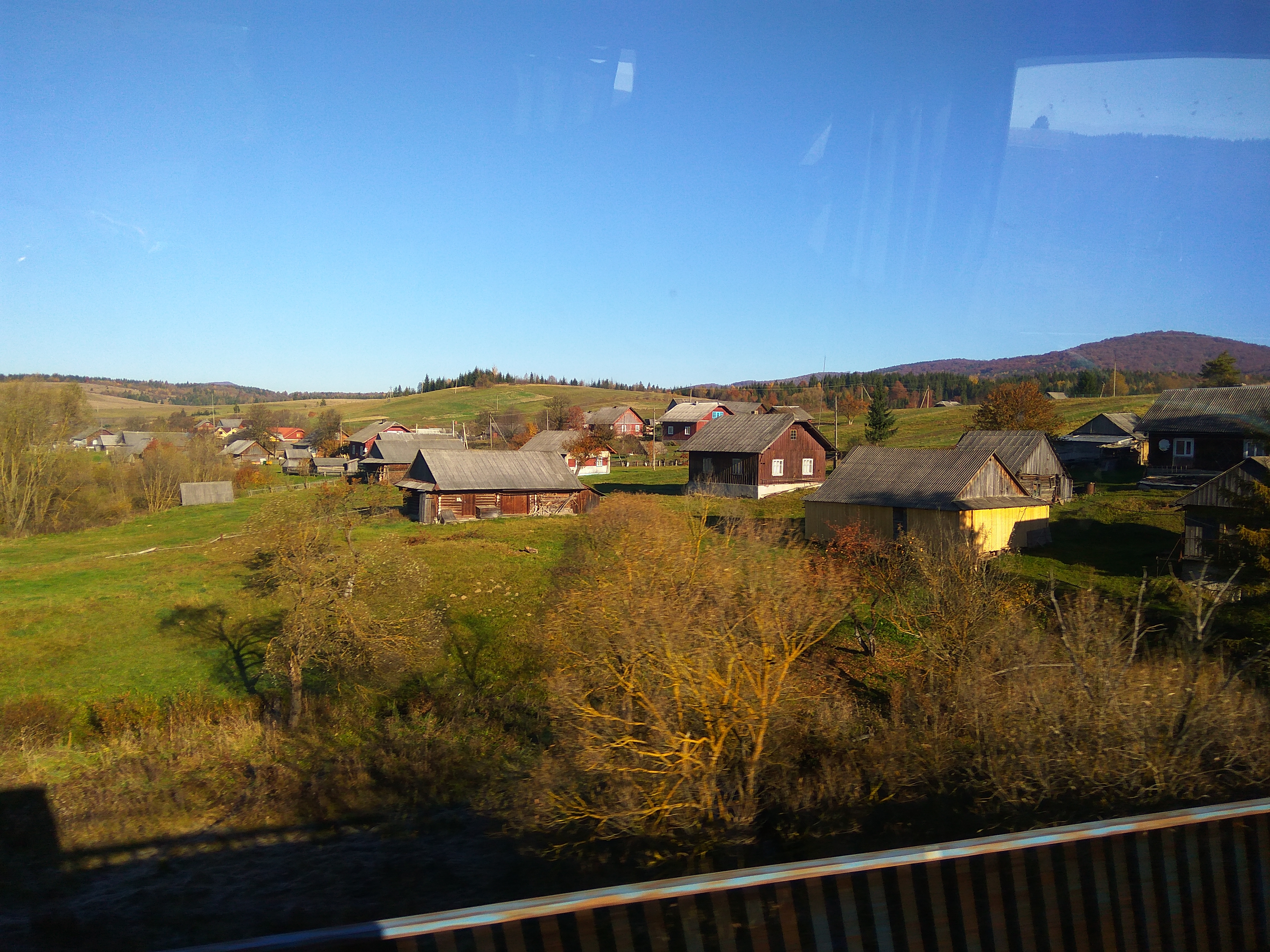
Typowa architektura i krajobraz w Smorzu (2018)

Smorze (ukr. Сможе) – wieś na Ukrainie, w rejonie stryjskim (do 2020 roku w rejonie skolskim) obwodu lwowskiego. Wieś liczy 655 mieszkańców. Leży 710 m n.p.m.
Wieś założona w 1553. Za II Rzeczypospolitej do 1934 były to dwie oddzielne gminy jednostkowe – Smorze Miasto (początkowo pod nazwą Smorze Miasteczko) i Smorze Dolne (równocześnie osada Smorze Górne należała do gminy Felizienthal). Następnie gminy należały do zbiorowej wiejskiej gminy Tucholka. Początkowo w powiecie skolskim, a od 1932 w powiecie stryjskim w woj. stanisławowskim. Po wojnie miejscowości weszły w struktury administracyjne Związku Radzieckiego.